# Dækningsafgift
Dækningsafgiften er en kommunal ejendomsskat, som i Danmark kan pålægges dels erhvervsejendomme, der fx bruges til butik, kontor, værksted, hotel, dels offentlige ejendomme. 
Dækningsafgiften er et bidrag til dækning af de udgifter, som ejendommene påfører kommunen. 
Dækningsafgiften beregnes på baggrund af grundværdien i den offentlige ejendomsvurdering. I 2022-2028 er der vedtaget en grænse for, hvor høj en promille hver kommune kan beregne dækningsafgift ud fra.  
Fra 2024 flytter opkrævningen af dækningsafgift fra kommunerne til Skatteforvaltningen.   
Læs mere om dækningsafgift og offentlige ejendomsvurderinger på Vurderingsportalen.dk